# 君士坦丁堡14区

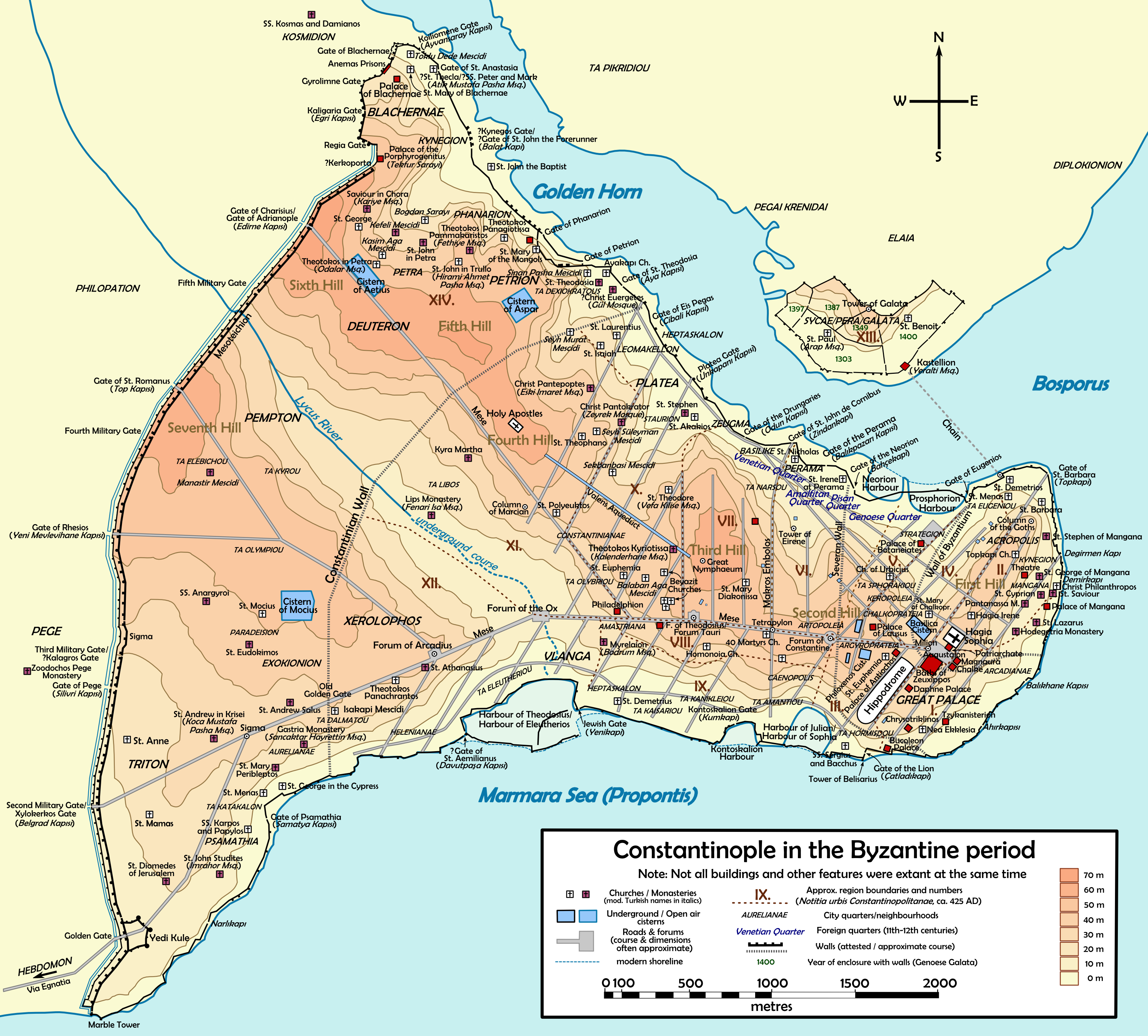
拜占庭帝国时期的君士坦丁堡

君士坦丁堡古城共划分为14个行政区（拉丁語：regiones）。这套体系沿袭自1世纪首位羅馬皇帝奥古斯都在罗马城设置的14个区。
自4世纪初君士坦丁大帝将古城拜占庭重建为新罗马，也就是俗称的君士坦丁堡后，他本人或其继任者将君士坦丁堡划分为了14个区。每个区都被编号，5世纪的《君士坦丁堡城市志》中列举出来了它们的边界和界标，此外还提供了由各区分发的城市谷物配给的细节。这些区中有两个区位于君士坦丁堡城牆之外，分别是第十三、十四区。

## 城市分区

### 第一区
第一区包括了坐落其间的大皇宫、竞技场东南边缘、拜占庭衛城以及普罗滂提斯海。这里除了大皇宫外，还坐落着一些富丽堂皇的建筑，在《君士坦丁堡城市志》中提到了它们的名字，包括：普拉西迪亚宫，与瓦伦提尼安一世的女儿普拉西迪亚有关；以及加拉·普拉西迪亚宫（Domus Placidiae Augustae），与狄奧多西一世的女儿，奥古斯塔加拉·普拉西提阿有关，后还曾被阿陶尔夫和君士坦提乌斯三世使用；“贵族”玛丽娜宫（拉丁語：Domum nobilissimae Marinae），其名称玛丽娜可能来源于加拉·普拉西提阿的兄长——阿卡狄奧斯皇帝的女儿，根据普罗柯比所说，这位皇帝的名字还用于了阿卡狄奧斯浴场（Thermas Arcadianas）。

### 第二区
第二区坐落着圣索菲亚和圣伊琳娜两座教堂，在《城市志》中分别被称为大教堂（Magna Ecclesia）和老教堂（Ecclesia Antiqua），还有一座法庭，以及巨大的宙克西帕斯浴場。浴场位于奥古斯塔广场南侧，一直延伸到了竞技场和大皇宫北侧。奥古斯塔广场临近圣索菲亚教堂，广场东侧紧邻的是拜占庭元老院驻地（需和君士坦丁广场的驻地区分开），《复活节编年史》以及普罗柯比曾经提及此地，后者称其是一个议事厅（βουλευτήριον）。尽管第二区的建筑包围了奥古斯都广场的三面，但是这个广场却属于第四区。广场以东，两座教堂的下坡处是古典的剧场（直译：「小剧场」）。古拜占庭卫城附近是圓形劇場（直译：「大剧场」），也被称作基尼吉翁（Κυνήγιον，猎人），可能位于卫城东边，托卡比宮厨房遗址附近。两座剧院都在君士坦丁大帝重建该城之前就已存在。

### 第三区
第三区很大一部分都被竞技场占据，和罗马的馬克西穆斯競技場等同。其南缘是佐西姆斯所称的“尤利安港”，也被称作孔托斯卡利翁港。其北部边界为东西向的城市主干道——梅塞大道的第一段，该段自米利翁里程碑起，延伸至君士坦丁广场。在广场南边很明显有一个看台，位处第六、七、八区交界处。还有一个半圆形的柱廊区域，被称为西格玛，佐西姆斯同样将其归因于尤利安。菲洛克塞諾斯蓄水池也在此处，还有后来查士丁尼时期的圣塞尔吉乌斯与巴库斯堂，以及奥古斯塔普爾喀麗亞的居所都在此处。

### 第四区
第四区是米利翁里程碑所在地，其为梅塞大道起始点，其对标于罗马城内的金色里程碑——帝国所有道路的里程原点。米利翁是一座四拱门建筑。第四区自奥古斯都广场开始延伸并将该广场囊括其中，并沿着山谷一路到金角湾。在广场西北偏西边缘是一座大的巴西利卡建筑群。可能追溯到塞维鲁王朝时期，其下方是一座查士丁尼时期的巨大蓄水设施，即留存到现在的巴西利卡蓄水池。这种类似大莱普提斯的巴西利卡、广场、四拱门和柱廊的布局，表明城市这一部分的基调是由君士坦丁之前，塞维鲁皇帝时期的建筑工程所确立下来的。奥古斯都广场元老院驻地的附近是一座大理石雕刻的槳帆船，以及一座纪念某场海战胜利的纪念碑。在卫城北边，第五区的普罗斯佛里翁港附近，是一处赛跑的体育场，似乎也是君士坦丁之前的建筑，但到了6世纪普罗柯比提到时已不在用作体育运动，查士丁尼还在其周边建造了一些客房。《城市志》中提到到一处圣美纳斯教堂，还有提马修斯码头（Scala Timasii），其明显是以冷河战役中的获胜的4世纪将领提马修斯命名的。

### 第五区
第五区是一处商业区，北抵金角湾，南至梅塞大道。《城市志》描述5世纪初期的该区道：“在这个区内有着为城市提供必需品的建筑”。“进口港”普罗斯佛里翁港便坐落此处。这里共有四处仓库（horrea）：橄榄油仓库（horrea olearia）、特洛阿德仓库（Horrea Troadensia）、瓦伦斯仓库（Horrea Valentiaca），以及君士坦提乌斯仓库（Horrea Constantiaca）。此外，这里还有市政厅（Prytaneion）和将军广场（Strategium），可能是古拜占庭城的内政心脏。将军广场可能是古时城中的市政广场，名称可能来源自“将军”一职。在君士坦丁时期的城市，该广场是一片很大的区域，狄奧多西一世甚至能在其中建造一座带有“底比斯方尖碑”的综合广场，此外空余的土地还能容纳一座集市在此开设，该广场被称为小将军广场。狄奥多西蓄水池在其附近，还有两个以狄奥多西王朝成员命名的浴场——霍诺留浴场和欧多基娅浴场。《城市志》中记载，421年狄奧多西二世与欧多基娅结婚后，欧多基娅浴场更名为了阿基勒斯（Achilles）浴场。第五区是埃格纳提亚大道的终点，因为迦克墩码头位于此处，需在此搭船渡海到迦克墩，以踏上前往尼科米底亞以及亚洲省份的道路。

### 第六区
第六区海岸上坐落着两座港口，一如第五区的普罗斯佛里翁港。分别是一座军港和一座名为尼奥利翁港的海军港，即今日巴赫切卡珀门（Bahçekapı）所在地。两个港口均在君士坦丁以前时期的城墙以内，因为3世纪卡西乌斯·狄奥在对塞普蒂米烏斯·塞維魯围攻拜占庭城的描述中提到了它们。另一个码头叙卡伊码头（Scala Sycena），渡船从此出发，横渡金角湾，前往第十三区的叙卡伊（后来的加拉塔）。在第六区的南部边界，以梅塞大道主干道作为边界，一直到圆形的君士坦丁广场，该广场大部分都在第六区，元老院的一处驻地就在广场北轴线上，君士坦丁柱正处广场中央。

### 第七区
第七区可能是第六区沿着古拜占庭城的城墙划分出来的，第六区在城墙以内，第七区则在外边，尽管城墙本身可能在5世纪之前就已不复存在。第七区的向北到金角湾，向南到梅塞大道，东西自君士坦丁广场至狄奥多西广场，高约50米的狄奥多西纪念柱就在该广场。就如图拉真柱一样，狄奥多西柱上有螺旋的雕塑和台阶，其很可能是最高的罗马纪念柱。此区还有一些街道两侧树立着柱廊，它们和梅塞大道垂直，南北走向延伸至金角湾。第七区有三座教堂，《城市志》中称它们为伊琳娜堂（Irene）、阿纳斯塔西亚堂（Anastasia）和圣保禄堂；它还提及一处卡罗萨浴场，名字来源于瓦伦斯的一位女儿。

### 第八区
第八区是最小的区之一，也是除第十一区外仅有的不临海的区。它是第七区对面一个狭长的区，贴于君士坦丁广场和狄奥多西广场段的梅塞大道南侧，并稍稍向南延伸。狄奥多西巴西利卡以及下方的蓄水池便位于第八区，根据格奥尔基·科德雷诺斯描述，它横卧在广场的南部边缘，宽度达240罗马尺。《城市志》中遗漏了广场上的狄奥多西拱门，其矗立于西南角落，梅塞大道需从其下方经过。该区内还有君士坦丁堡卡皮托利神庙。

### 第九区
如同其他在海岸线上的区一样，第九区是一个商业街区，位于拜占庭城所在半岛的南侧边缘，在《城市志》中提及了两个仓库。其一是亚历山大仓库（Horreum Alexandrina），可能是接收亚历山大来的进口产品，许多粮食供给都是来自该城；另一个是区内最西边的狄奥多西仓库（Horreum Theodosiana），它和新的狄奥多西港相连。同时书中还提及该区的两座教堂，一个是荷摩诺亚堂，另一个是凯诺波利斯堂（直译：「新城」），该名称可能表明此处是君士坦丁以前的拜占庭城外定居点所在地。凯诺波利斯堂临近狄奥多西广场。根据《复活节编年史》记载，某次暴风雨中，来自狄奥多西巴西利卡的瓦片被吹到了凯诺波利斯堂。《城市志》中还提及了阿纳斯塔西亚浴场（Thermas Anastasianas）以及“贵族”阿卡狄亚宫（Domum nobilissimae Arcadiae）。

### 第十区
第十区坐落着大宁芙神庙（Nympheum Maius），与瓦倫斯水道橋终点相连。君士坦丁浴场（Thermas Constantianas）也在此处，位于梅塞大道北支的右手边。按照优西比乌的说法，则该浴场可能是君士坦丁一世在其墓地附近建造的；但更可能是是他的儿子君士坦提烏斯二世时期才开始兴建，且在许多年后才完工。《城市志》中还提及三处皇家府邸：奥古斯塔普拉迪西娅宫（Domum Augustae Placidiae）、奥古斯塔欧多基娅宫（Domum Augustae Eudociae），以及贵族阿卡狄亚宫（Domum nobilissimae Arcadiae）。此外，这里还有圣阿卡西乌斯殉道堂（Ecclesia sive martyrium sancti Acacii）。第十区是在城市的西北部有一个大致正方形的区域，金角湾旁边，和第九区之间的分界是“一条宽阔的道路，就像一条河流在它们之间流动” （platea magna velut fluvio dividitur），该描述可能指的是梅塞大道，不过更可能在《城市志》原文中指的是和第八区的边界，在后来的流传着出现了差错。

### 第十一区
第十一区位于第十区西南，是最大的区之一，但也和第八区并列为不临海的两个区。该区以圣使徒教堂而知名，最初是作为君士坦丁的陵墓建造，《城市志》中称之为使徒殉道堂（Martyrium Apostolorum）。教堂矗立于第四山丘上，君士坦丁堡城墙内最高点之一，海拔高于海平面60米。该址后来为法提赫清真寺占据。山丘从这里一直延伸到梅塞大道南支——《城市志》著写时期“金牛”（Bovem aereum）所在地，此处后被称为牛广场（Forum Bovis），尽管书中未将其称作广场。书中还提及该区的两座宫殿，分别为弗拉吉拉宫（Palatium Flaccillianum），狄奧多西一世第一任妻子艾丽娅·弗拉吉拉的府邸，以及奥古斯塔普爾喀麗亞宫（Domum Augustae Pulcheriae），狄奧多西二世的姐姐，共治皇帝普爾喀麗亞的府邸。该区内还有两座蓄水池，分别为莫德斯图斯蓄水池和阿卡狄乌斯蓄水池。

### 第十二区
城墙内城区的西南是第十二区。金门位于此处，其为从附近的雷吉乌姆（今小切克梅杰）沿君士坦丁始建的道路进城的入口。进入金门后是梅塞大道的南支，一路通往狄奥多西一世建立的狄奥多西广场（狄奥多西一世广场）。该街道两侧可能全部都有柱廊（porticus Troadenses，特洛阿德柱廊），甚至在《复活节编年史》中，将君士坦丁城墙也称作特洛阿德城墙。金门到狄奥多西广场之间是阿卡狄乌斯广场，屹立着阿卡狄乌斯柱，不过因为该广场完工于阿卡狄乌斯继位者狄奥多西二世时期，所以狄奥多西广场这一称谓更为知名。第十二区的海湾内坐落着狄奥多西港，后来被称作埃鲁塞里欧斯港。在金门和城墙的包围下，君士坦丁一世时期建立的君士坦丁堡造币厂也位于该地。

### 第十三区
第十三区在君士坦丁堡城墙之外，矗立于金角湾对岸的叙卡伊，后来被称为佩拉或是加拉塔，即如今的贝伊奥卢。定期的渡船将它与主城区连接起来，该区的定居点集中在海岸线上的一条主要街道周围，街道后边地形陡峭。这里有一座剧院，或可以追溯到叙卡伊尚为拜占庭城外一个独立城市的时期。此外这里还有霍诺留广场以及霍诺留浴场（Thermas Honorianas）。除此之外，船坞（navalia）也位处该区。
查士丁尼一世之后叙卡伊更名为查士丁尼堡（Ἰουστινιανούπολις），这位皇帝还重启了剧院，这表明它准独立于君士坦丁堡的状态。

### 第十四区
第十四区的位置并不确切。《城市志》中明确提及该区位于城墙之外，它在远离半岛的地方有自己的城墙，显然其本身就是一座城市（civitatis）。区内有一处教堂、一座宫殿、一处运动场（lusorium）、一座剧院、一座宁芙神庙、公共浴场，以及一座木桩桥（pontem sublicium sive ligneum）。
西里尔·曼戈和约翰·弗雷德里克·马修斯在2002年和2012年的论文中总结认为，距离君士坦丁堡城墙12罗马里外的雷吉乌姆城（羅馬化：Rhḗgion）就是第十四区，此地有木桩桥沿着海岸潟湖与城区联通，马修斯最初曾认为第十四区位于巴拉特，而曼戈此前也提出过几种其他解释，包括埃於普或西拉赫塔拉阿（Silahtarağa），因为它们过去都有一座桥，不过后者的桥位于巴拜西斯河（Barbyses）之上，而非金角湾。曼戈也否定了此前流行的第十四区在布拉赫奈的说法。布拉赫奈已经触及了城墙，后来被囊括在内，这和《城市志》中对该区描述的“和城市隔着一段距离（tamen quia spatio interiecto divisa est）”不符。

### 脚注
1. 1 2 3  Notitia Urbis Constantinopolitanae, 230.
2. ↑  Procopius, de aedificiis, I:11.1-2
3. 1 2 3 4  Notitia Urbis Constantinopolitanae, 231.
4. ↑  Procopius, de aedificiis, I:2.1
5. ↑  Chronicon Pashcale, s. a. 531 (621 Bonn.)
6. 1 2 3 4 5 6  Notitia Urbis Constantinopolitanae, 231-232.
7. 1 2  Zosimus, III:11.3
8. 1 2 3 4 5 6  Notitia Urbis Constantinopolitanae, 232-233.
9. ↑  Procopius, de aedificiis, I:11.27
10. 1 2 3 4 5 6 7  Notitia Urbis Constantinopolitanae, 233-234.
11. ↑  Notitia Urbis Constantinopolitanae, 233.
12. 1 2 3 4  Notitia Urbis Constantinopolitanae, 234-235.
13. ↑  Cassius Dio, Historia Romana, LXXV:10.5
14. 1 2 3 4  Notitia Urbis Constantinopolitanae, 235-236.
15. ↑  Jones, A. H. M.; Martindale, J. R.; Morris, J. . Cambridge University Press. 1971: 182  [2023-10-25]. ISBN 978-1-107-11920-8. OCLC 59164561. （原始内容存档于2020-06-26）.
16. 1 2 3  Notitia Urbis Constantinopolitanae, 236.
17. ↑  Cedrenus, 1.609 (Bonn.)
18. 1 2 3  Notitia Urbis Constantinopolitanae, 236-237.
19. ↑  Chronicon Paschale, s. a. 404 (570 Bonn)
20. 1 2 3 4 5  Notitia Urbis Constantinopolitanae, 237-238.
21. ↑  Eusebius, vita Constantini, IV:59
22. 1 2 3 4 5  Notitia Urbis Constantinopolitanae, 238-239.
23. ↑  Mango, Marlia Mundell. . Dumbarton Oaks Papers. 2000, 54: 189–207  [2023-10-25]. JSTOR 1291839. doi:10.2307/1291839. （原始内容存档于2023-04-19）.
24. 1 2 3 4 5  Notitia Urbis Constantinopolitanae, 239.
25. ↑  Chronicon Paschale, s. a. 451 (590 Bonn)
26. 1 2 3 4 5  Notitia Urbis Constantinopolitanae, 240.
27. ↑  Chroncion Paschale, s. a. 528 (618 Bonn)
28. 1 2  Notitia Urbis Constantinopolitanae, 240-241.

### 书籍
第一手来源
《君士坦丁堡城市志》（Notitia Urbis Constantinopolitinae）
- Matthews, John. . Grig, Lucy; Kelly, Gavin  (编). . Oxford University Press. 2012: 81–115. ISBN 978-0-19-973940-0. OCLC 796196995. (English translation.)
- . www.livius.org.   [2020-05-10]. （原始内容存档于2023-06-03）. (Latin text.)
- Seeck, Otto (编). . . Berlin: Weidmann. 1876: 229–242  [2023-10-25]. OL 6965622M. （原始内容存档于2023-02-10）. (Latin text.)

《复活节编年史》（Chronicon Paschale）
- Whitby, Michael; Whitby, Mary. . Translated Texts for Historians 7. Liverpool University Press. 1989. ISBN 978-0-85323-096-0. doi:10.3828/978-0-85323-096-0 （英语）. (English translation.)
- Dindorf, Ludwig (编). . Corpus scriptorum historiae Byzantinae XI. Bonn: E. Weber. 1832. (Greek text, Latin translation.)

第二手来源
Mango, Marlia Mundell. . Dumbarton Oaks Papers. 2000, 54: 189–207  [2023-10-25]. JSTOR 1291839. doi:10.2307/1291839. （原始内容存档于2023-04-19）.
Matthews, John. . Grig, Lucy; Kelly, Gavin  (编). . Oxford University Press. 2012: 81–115. ISBN 978-0-19-973940-0. OCLC 796196995.
Jones, A. H. M.; Martindale, J. R.; Morris, J. . Cambridge University Press. 1971. ISBN 978-1-107-11920-8. OCLC 59164561.